# دفتر الأستاذ الموزع
دفتر الأستاذ الموزع (يُطلق عليه أيضًا اسم دفتر الأستاذ المشترك أو تقنية دفتر الأستاذ الموزع أو DLT) (بالإنجليزية: Distributed ledger) هو إجماع على البيانات الرقمية المكررة والمشتركة والمتزامنة والمنتشرة جغرافيًا (الموزعة) عبر مواقع أو بلدان أو مؤسسات متعددة، ولا يتطلب إدارة مركزية، وبالتالي لا يحتوي على نقطة عطل مفردة (مركزية).
يتطلب دفتر الأستاذ الموزع شبكة كمبيوتر من ند لند، وخوارزميات التوافق، بحيث يتم نسخ دفتر الأستاذ بشكل موثوق عبر عقود الكمبيوتر الموزعة (الخوادم، العملاء، إلخ.). الشكل الأكثر شيوعًا لتقنية دفتر الأستاذ الموزع هو سلسله الكتل، والذي يرتبط بشكل شائع بـ البيتكوين والعملات المعماة، حيث يمكن أن تكون سلسلة الكتل إما على شبكة عامة أو خاصة.
في بعض الحالات تعمل المعلومات الرقمية الموزعة بشكل أكبر كمجلة محاسبة بدلاً من دفتر الأستاذ، ويتم استخدام مصطلح بديل يسمى تقنية المجلات المكررة (RJT).

## الصفات

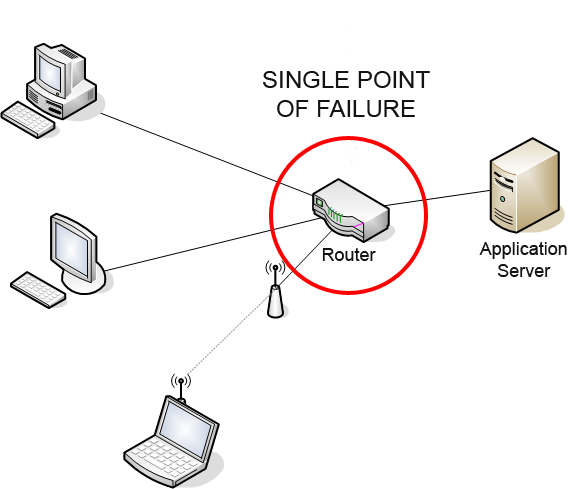

عادةً ما تنتشر بيانات دفتر الأستاذ الموزع عبر عدة عقد على شبكة ند لند، حيث تقوم كل عقدة بتكرار وحفظ نسخة متطابقة من بيانات دفتر الأستاذ وتحديث نفسها بشكل مستقل عن العقد الأخرى، الميزة الأساسية لنمط المعالجة الموزعة هذه، هي عدم وجود سلطة مركزية، والتي تشكل نقطة عطل منفردة، عندما يتم بث معاملة تحديث دفتر الأستاذ إلى شبكة ند لند، تعالج كل عقدة موزعة معاملة تحديث جديدة بشكل مستقل، ثم تستخدم جميع العقد العاملة بشكل جماعي بـ خوارزمية التوافق لتحديد النسخة الجديدة الصحيحة من دفتر الأستاذ المحدثة، بمجرد تحديد التوافق، تقوم جميع العقد الأخرى بتحديث نفسها بالنسخة الجديدة الصحيحة من دفتر الأستاذ المحدثة. ويتم فرض الأمن من خلال مفاتيح التشفير والتوقيعات.

## التطبيقات
في عام 2016 اختبرت بعض البنوك أنظمة دفتر الأستاذ الموزع للمدفوعات. لتحديد فائدتها. وفي عام 2020 أطلقت منصة أكسوني، وهي منصة دفتر الأستاذ الموزع تدير معاملات مقايضة الأسهم. التي تستخدم تطابق البيانات ما بعد التداول الخاصة بمقايضات الأسهم، وتسويتها من قبل شركة بلاك روك وغولدمان ساكس وسيتي غروب.

## الأنواع

يمكن تصنيف تقنيات دفاتر الأستاذ الموزع من حيث هيكل البيانات وخوارزميات التوافق والأذونات وخصائص التعدين. حيث تتراوح أنواع هياكل بياناته من هياكل البيانات الخطية البسيطة (سلسل الكتل) إلى الرسوم البيانية غير الحلقية الموجهة (DAGs) الأكثر تعقيدًا، وهياكل البيانات الهجينة.
تختلف أنواع خوارزمية التوافق فيه من حيث خوارزميات إثبات العمل (PoW) وإثبات الحصة (PoS) إلى خوارزميات بناء التوافق لرسوم البيانات غير الحلقية الموجهة الأكثر تطورًا، وخوارزميات التصويت، وأنواع الأذونات لديه بشكل عام إما مصرح بها (عامة) أو بدون إذن (خاصة). عادةً ما تكون أنواع قابلية التصغير فيه إما «مُعدن» أو «غير مُعدن»، حيث يشير الأخير عادةً إلى العملات المعماة «مسبقة التعدين»، مثل الريبل أو أيوتا.

## أنظر أيضا
- هايبرليدجر
- التبادي غير المركزي (DeFi)
- ويب 3

## روابط خارجية
- دفتر الأستاذ الموزع investopedia
- دفتر الأستاذ الموزع على techtarget